# Leviticus
Leviticus, hebrejsky וַיִּקְרָא‎ Va-jikra („A zavolal“) (někdy též nazývána 3. kniha Mojžíšova) je třetí knihou Starého zákona. Řadí se do Tóry čili do Pentateuchu. Hebrejský název ויקרא‎ vychází ze slov, kterými začíná: A zavolal Hospodin Mojžíše. Název Leviticus se objevuje poprvé v Septuagintě a pochází z řeckého slova Λευιτικός (leuitikos) znamenajícího „levitský“, „vztahující se k Levitům“, protože popisuje především židovské náboženské a kultovní zákony týkající se kněžského kmene Levi.

## Obsah knihy
Děj knihy je zařazen mezi události odehrávající se při ustavení smlouvy mezi Bohem a Izraelem a předáním Zákona na hoře Sinaj. Kromě několika málo výpravných úryvků se kniha zabývá především otázkou kultických zákonů, přinášením obětí a slavením svátků. I vyprávění, která se v ní nacházejí, se týkají bezprostředně kultu ustavení Árona veleknězem a zahájení obětí (Lv 8–10).

### Struktura knihy
- Zákony o přinášení obětí (1–7),
- vyprávění o ustavení velekněze a prvních obětí (8–10),
- zákony o čistém a nečistém (11–15),
- Den smíření (16),
- „zákon svatosti“ (17–26),
- závěrečné předpisy (27).

## Historicita a vznik knihy
Tradice připisuje autorství knihy Mojžíšovi.
Podle povahy zákonů se celá kniha připisuje v rámci teorie pramenů tzv. kněžskému kodexu (P). Samostatný celek tvoří tzv. zákon svatosti (H), který je pravděpodobněji staršího data a byl do celku kněžského kodexu zapracován. Zákony se soustřeďují na kult a na obětní řády. Podle Wellhausena je takové obsahové zaměření kodexu projevem centralizovaného kultu charakteristického pro období druhého chrámu, tzn. po návratu z babylonského zajetí na konci 6. století př. Kr. Do této doby či do doby o něco pozdější proto datuje i texty knihy Leviticus. Dle odlišného názoru (Friedman) vyjadřují texty naopak teprve snahu o centralizaci (např. stanovením přísných trestů za přinášení obětí mimo Chrám) a pocházejí z období prvního chrámu.

## Teologie knihy
Jak samotné praktické příkazy regulující obětní a kultovní řád v chrámu, tak celková teologie knihy odpovídají Kněžskému kodexu, jak se nachází v ostatních částech Pentateuchu. Jedná se o zdůraznění stvoření a kultu coby účasti na něm (viz zachovávání soboty), obřízky a slavení Pesachu. Velmi úzce je spojeno vyprávění o stvoření světa (Genesis 1,1–2,4a) s vyprávěním o vybudování svatostánku v poušti a strukturou jeruzalémského chrámu.
Veškerý obsah knihy je promítnut do doby putování Izraele pouští z Egypta do země zaslíbené. Proto je prostředníkem vydání zákona Mojžíš. Příjemci a strážci se stávají levité, resp. Áron a jeho potomci, kněží, kteří převzali do svých rukou kult ve Stanu setkávání a později v Jeruzalémě po vybudování chrámu.